# Бой на 12-й заставе Московского погранотряда
Бой на 12-й пограничной заставе Московского погранотряда Группы Пограничных войск Российской Федерации в Республике Таджикистан произошёл 13 июля 1993 года. В ходе боя российские пограничники 11 часов отражали атаки крупной группы таджикских и афганских боевиков, после чего отступили, потеряв 25 человек убитыми. Позднее в тот же день застава была отбита. По итогам боя шестеро пограничников были удостоены звания Героя Российской Федерации (в том числе четверо — посмертно).
По словам Андрея Мерзликина, который после гибели начальника заставы взял командование на себя:
Однозначно это был не прорыв. Идти им дальше было некуда, дальше — сплошные горы. Скорее своеобразная месть за неудавшиеся акции устрашения, которые происходили на протяжении шести месяцев на 16, 15, 14, 13, 11, 10-й заставах.

## Предыстория
После распада Советского Союза на таджикско-афганской границе осталась группировка войск бывшего Краснознамённого Среднеазиатского пограничного округа (КСАПО) КГБ СССР. В сентябре 1992 года на её базе была создана Группа Пограничных войск Российской Федерации в Республике Таджикистан.
Российским пограничникам в Центральной Азии пришлось нести службу в условиях дестабилизации военно-политической обстановки в регионе. В 1992 году в Таджикистане развернулась гражданская война, напряжённой оставалась и обстановка в соседнем Афганистане, где с 1978 года также шли боевые действия. Ситуация в регионе обострилась после вывода советских войск в 1989 году и последовавшего спустя 3 года свержения коммунистического режима НДПА во главе с Наджибуллой.
С весны 1993 года боевики таджикской оппозиции при поддержке афганских моджахедов неоднократно пытались устроить акции устрашения на 16, 15, 14, 13, 11, 10-й пограничных заставах Московского погранотряда.
Акция против 12-й погранзаставы «Саригоры» была спланирована как возмездие за предыдущие неудачные нападения на пограничные заставы Московского погранотряда (именовался по названию посёлка Московский, в котором дислоцировалось управление погранотрядом). Всего к участию в ней привлекалось 200—250 боевиков в составе 14 боевых групп, вооружённых 2 миномётами, 4 безоткатными орудиями, 5—6 переносными реактивными установками, 30 ручными гранатомётами, 10—12 пулемётами, под общим руководством командира 55-й пехотной дивизии Исламской Республики Афганистан — этнического узбека Кази Кабира (полное имя: Мохаммад Кабир Марзбон (узб. Mohammad Kabir Marzbon)). Силы нападавших возглавлял афганский полевой командир Кари Хамидулло. Сообщается, что одной из групп, участвовавших в нападении, командовал никому не известный в то время Хаттаб. На заставе находилось 47 российских военнослужащих и 1 гражданский (брат начальника заставы Иван Майборода, формально не являвшийся военнослужащим, но живший и нёсший службу на заставе в качестве добровольца), а также одна боевая машина пехоты. Начальником заставы был старший лейтенант Михаил Майборода.

## Бой
Нападение было совершено в ночь на 13 июля 1993 года. Около 4 часов утра наряд на юго-восточной окраине опорного пункта заметил боевиков, пытавшихся подобраться к позициям пограничников под прикрытием темноты. Поняв, что их обнаружили, боевики начали штурм заставы при поддержке огня из пулемётов, гранатомётов, миномётов и установок реактивных снарядов, заранее размещённых на высотах вокруг заставы. В результате сильного обстрела загорелась казарма и другие постройки, была подбита единственная БМП. Начальник заставы погиб в первые минуты боя, и командование принял его заместитель лейтенант Андрей Мерзликин. К середине дня оборонявшиеся понесли большие потери, боеприпасы были на исходе, и Мерзликин принял решение прорываться к шедшей на помощь резервной группе погранотряда. Отход был проведён успешно, и вышедшие к своим пограничники были эвакуированы на вертолёте. Резервная группа, усиленная бронетехникой, продолжала продвигаться в направлении заставы и к исходу дня заняла её.
Резервной группой командовал капитан Андрей Евшин. Немаловажную роль в ходе подавления боевиков играло подразделение ракетных войск и артиллерии группировки под командованием капитана Геннадия Артёменко. В ходе борьбы артиллерия уничтожила порядка 19 боевиков и три единицы техники. Связь с внешним миром поддерживало подразделение войск связи группировки под командованием старшего лейтенанта Владимира Коробова, которое помогло вызвать поддержку со стороны 149-го гвардейского мотострелкового полка из состава 201-й мотострелковой дивизии, расквартированного в г. Кулябе.

## Итоги
Из 48 человек, находившихся на заставе в начале боя:
- 18 во главе с лейтенантом Мерзликиным прорвались к группе, шедшей на помощь;
- 1 был найден на заставе после ухода боевиков;
- 4 вышли к заставе на следующий день;
- 25 погибли (22 пограничника и три военнослужащих 201-й мотострелковой дивизии)

Боевики оставили в районе заставы 35 своих убитых, а всего же их потери составили предположительно до 70 человек.
После трагедии на 12-й заставе был отправлен в отставку командующий Пограничными войсками Российской Федерации генерал-полковник Владимир Шляхтин, а министру безопасности Виктору Баранникову объявлен выговор за выявленные недостатки в работе (существовали предположения, что отставка Баранникова 18 июля также была связана с событиями на таджикско-афганской границе). Сама застава в ходе боя была практически полностью разрушена.
Приказом министра безопасности Российской Федерации № 413 от 1 ноября 1993 года 12-я пограничная застава получила наименование «имени 25 героев». Указом Президента Российской Федерации № 1050, от 19 июля 1993 года, за мужество и героизм в бою на 12-й заставе шесть пограничников были удостоены звания Героя Российской Федерации:
- рядовой Сергей Борин (посмертно);
- сержант Сергей Евланов;
- сержант Владимир Елизаров (посмертно);
- лейтенант Андрей Мерзликин;
- сержант Сергей Сущенко (посмертно);
- рядовой Игорь Филькин (посмертно).

В 2008 году разрушенная погранзастава «Сари-гор» была восстановлена на деньги, переданные США, но не на прежнем месте заставы, а перенесена выше в горы — на несколько километров ближе к пограничной комендатуре Йол, на самом верху ущелья: 37°40′36″ с. ш. 70°12′22″ в. д.

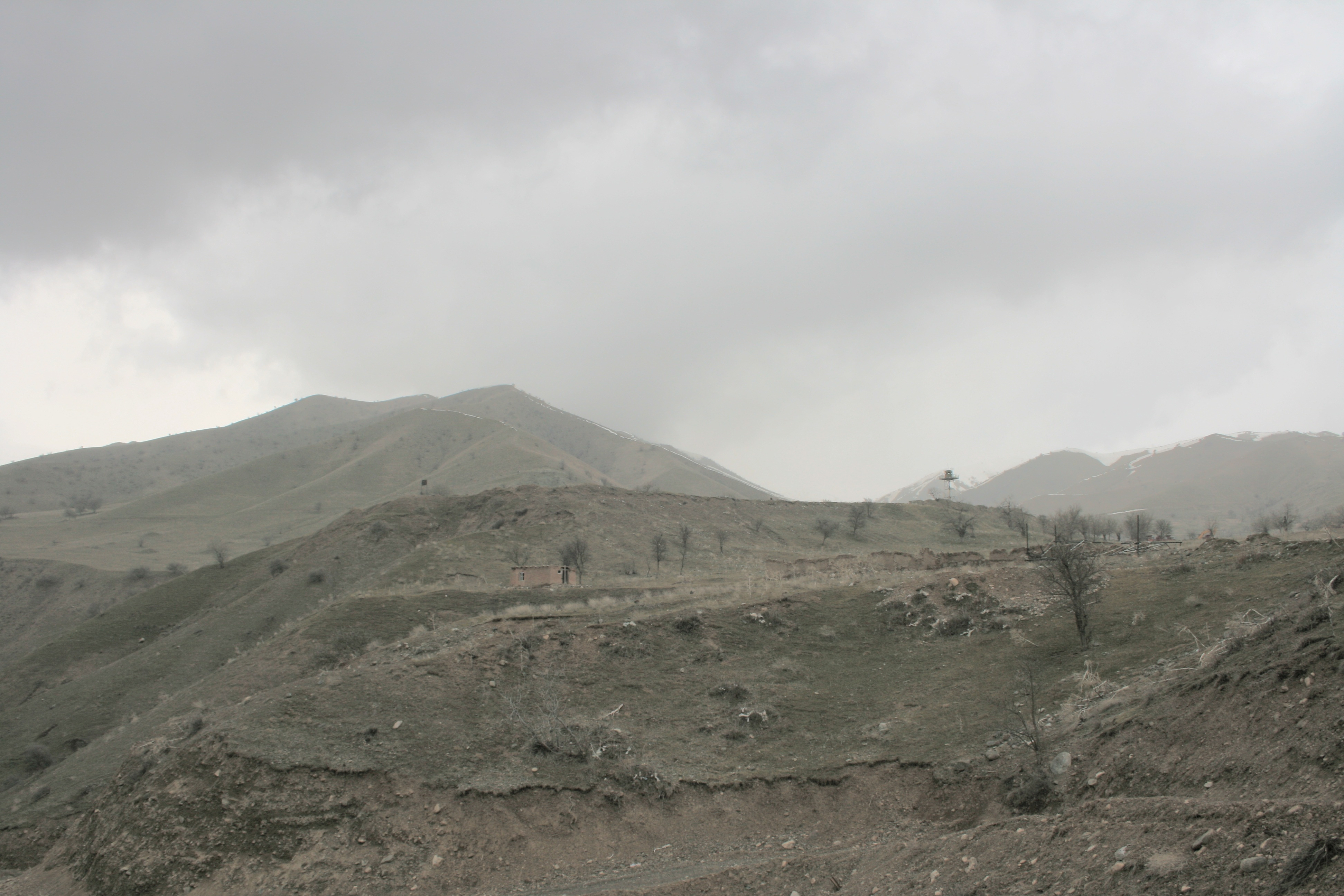
12 Застава. 2012 год.

## В массовой культуре

### Фильмы
- Документальный фильм киностудии Центрального Музея Пограничных войск России «Двенадцатая застава. Июль 93-го» (2008 год)
- Бой лёг в основу художественного фильма «Тихая застава» (2011 год)
- Документальный фильм «Огненная застава. Оставшиеся в живых» (2013 год)
- Последняя серия телесериала «Застава», в которой показан бой.
- В документальном фильме «Великая криминальная революция» (реж. Станислав Говорухин) показаны фрагменты интервью с выжившими после боя солдатами.

### Музыка
- Песня Сергея Пестова «Памяти героев»[17]
- Песня Валентина Сорокина «Расстрелянная застава»[18]
- Песня Игоря Ждамирова «О 12-й заставе»[19]
- Песня «Застава 25 героев» (музыка Дмитрия Павленко, стихи Петра Помыткина; 2018 год)
- Песня «Тихая застава» авторства Дмитрия Лика (2020 год)[20]
- Песня «Взрыв на рассвете», группа «Холодный класс»